# باشگاه فوتبال شان یونایتد
باشگاه فوتبال شان یونایتد (برمه‌ای: ရှမ်းယူနိုက်တက် အသင်း) یک باشگاه فوتبال در ایالت شان، میانمار است.
این باشگاه که در سال ۲۰۰۵ میلادی تاسیس شده سابقه ۲ قهرمانی در لیگ فوتبال ملی میانمار را در کارنامه دارد.